# Volo Central American Airways 731
Il volo Central American Airways 731 era un collegamento passeggeri domestico che si schiantò durante l'avvicinamento all'aeroporto Internazionale Toncontín di Tegucigalpa, in Honduras, il 14 febbraio 2011. Tutti i 14 occupanti a bordo morirono. L'aereo coinvolto, un Let L-410 Turbolet, stava operando un volo regionale della Central American Airlines partito da San Pedro Sula e diretto a Tegucigalpa.

## L'aereo
Il velivolo coinvolto nell'incidente era un biturboelica Let L-410UVP-E20 Turbolet con registrazione honduregna HR-AUQ e numero di serie 912603. Volò per la prima volta nel 1991, servendo diverse compagnie aeree prima dell'incidente.

## L'incidente
Il 14 febbraio 2011, alle 07:04 ora locale (13:04 UTC), il volo 731 decollò dall'aeroporto Internazionale di La Mesa a San Pedro Sula per un volo di 40 minuti all'aeroporto di Toncontín a Tegucigalpa. A bordo c'erano dodici passeggeri e due membri dell'equipaggio.
Intorno alle 07:35, il Turbolet iniziò la procedura di avvicinamento non di precisione alla pista 20 di Toncontín, situata ad un'altitudine di 3 300 piedi (1 000 m). Le condizioni meteorologiche in quel momento erano tali che la base della nube era più bassa rispetto alle alture circostanti. In quota erano presenti anche fenomeni di wind shear e onde orografiche.
Alle 07:51, l'equipaggio interruppe l'avvicinamento, venendo autorizzato dal controllo del traffico aereo a tentare un avvicinamento alla pista 02, opposta a quella prescelta. I dialoghi registrati dalla scatola nera suggerirono che l'equipaggio stava ricevendo indicazioni contrastanti dagli strumenti di navigazione di bordo, ma alle 08:00, mentre continuava la sua discesa, l'equipaggio riferì di essere in fase di avvicinamento finale.
Circa due minuti dopo, il cockpit voice recorder (CVR) registrò numerosi segnali acustici del sistema di allarme di prossimità al suolo (GPWS) di bordo, seguite da una segnalazione automatica che si stavano avvicinando troppo al terreno. Non vi fu nessuna reazione da parte dei piloti e l'aereo colpì una collina vicino a El Espino, nella Jurisdicción de Santa Ana, a un'altitudine di 5 400 piedi (1 600 m).
Nell'incidente persero la vita tutti i 12 passeggeri e 2 membri dell'equipaggio a bordo. Il primo ufficiale venne trovato vivo tra le macerie, ma morì durante il trasporto in ospedale. Tra le vittime c'erano un ministro di gabinetto, un assistente segretario, un ex segretario alle finanze e un leader sindacale. Due delle vittime erano americane e una canadese.

## Le indagini
Nel rapporto dell'indagine della commissione investigativa sugli incidenti della Dirección General de Aeronáutica Civil (DGAC) dell'Honduras, gli investigatori riportarono che le condizioni meteo furono un fattore determinante nell'incidente. Durante le procedure di avvicinamento, l'equipaggio pilotò il velivolo ad una velocità di poco superiore al suo limite minimo di stallo; il wind shear compromise il volo e provocò uno stallo aerodinamico dal quale i piloti non riuscirono a riprendere il controllo prima dell'impatto con il suolo.
La DGAC riscontrò che i piloti non avevano aderito ad alcuna procedura standard di avvicinamento e che probabilmente interpretarono male i dati forniti dagli strumenti di bordo. Durante la discesa, il comandante non consultò i manuali per impostare un avvicinamento corretto e si affidò invece al primo ufficiale per orientarsi ed arrivare alla pista. Non venne effettuato nessun briefing tra l'equipaggio per accordarsi sulla procedura più conveniente e la comunicazione e la gestione delle risorse all'interno della cabina di pilotaggio vennero descritte come inadeguate.
Infine, i piloti avevano iniziato a configurare il velivolo per l'atterraggio prematuramente, estendendo i flap mentre si trovavano ancora ad una distanza considerevole dalla pista, rendendo l'aereo più vulnerabile agli effetti del wind shear. 
Il capo delle indagini affermò che, poiché l'aereo era di fabbricazione russa e non americana, pilotarlo poteva creare qualche difficoltà in quanto la maggior parte dei piloti e tecnici locali non erano sufficientemente addestrati per operare su quel tipo di aereo. Vennero formulate undici raccomandazioni di sicurezza.

## Conseguenze
In risposta all'incidente, il governo dell'Honduras dichiarò tre giorni di lutto nazionale per i funzionari governativi deceduti.
L'incidente sollevò interrogativi sulla sicurezza e sul trasferimento dell'aeroporto di Tegucigalpa. Il presidente dell'Honduras chiese di spostare Toncontìn, affermando che era impossibile avere un grande aeroporto nella sua posizione attuale per via del terreno circostante.